# Alfredo Portales Mourgues
Alfredo Portales Mourgues (20 de enero de 1892-siglo XX) fue un militar chileno  que se desempeñó como general y comandante en jefe del Ejército de Chile entre 1943 y 1945.

## Biografía
Miembro del distinguido linaje colonial chileno de su apellido, fue hijo de Juan de la Cruz Portales y Larraín, hijo a su vez de Miguel Portales y Fernández de Palazuelos —hermano menor de Diego Portales y de Manuel Portales—, y de Rosa Mourgues Izquierdo, chilena de ascendencia francesa.
Fueron sus hermanos: Luis, Edgardo y Cristina Portales Mourgues, fallecida soltera.

## Trayectoria militar
Poseedor de una gran vocación militar, ingresó a los 14 años a la Escuela Militar del Libertador Bernardo O'Higgins en 1906. Alumno de la Academia de Guerra entre 1918 y 1920, fue ascendiendo al grado de capitán en 1919, mayor en 1925, teniente coronel en 1929, mientras desempeñada el cargo de Comandante del Regimiento de Infantería N°1 de Montaña "Lagos"; en 1932 fue nombrado comandante del Regimiento de Artillería Motorizado N°2 "Canto"; coronel en 1933, mientras se desempeñaba como director de la Escuela de Infantería de la institución; entre 1934 y 1938 se desempeñó como jefe de Material de Guerra y como Inspector Interino de Infantería. Fue ascendido al grado de general de brigada en 1938, comandante de la IV División del Ejército en 1943, e inspector general de Infantería en 1941.
En 1943 se desempeñó como comandante en Jefe suplente y, en 1944, fue designado comandante en Jefe del Ejército de Chile. Dos años después, el 12 de noviembre de 1945 se le concedió el retiro definitivo del Ejército.

## Actividades civiles
En 1927 fue designado por el presidente Carlos Ibáñez del Campo como jefe del Departamento de Educación Física del Ministerio de Educación Pública.
Como miembro de la Academia Chilena de la Historia, en 1942 participó activamente en las comisiones destinadas a levantar monumentos conmemorativos de Simón Bolívar y del Ejército Libertador en Chacabuco.
En 1945 y en su calidad de comandante en Jefe del Ejército de Chile, se trasladó a Argentina para actuar en las ceremonias efectuadas con motivo de la repatriación de los restos mortales de los soldados chilenos que participaron en la Guerra de Independencia de Chile.

## Familia y descendencia
Contrajo matrimonio con Garciela Velasco Velasco, hija de José Miguel Velasco y Valenzuela y de Elisa Velasco y Olea. Fueron los progenitores de:
- 1. Alfredo Portales Velasco (1931-1995), notable escultor chileno miembro de la generación del 50.
- 2. Isidora Portales Velasco (1940-1998), productora teatral, casada con Héctor Noguera Illanes, destacado actor chileno, padres de María Piedad Noguera Portales y de María Amparo Noguera Portales, actriz de teatro y televisión.
- 3. Elisa Portales Velasco.